# Gli inesorabili (film 1960)
Gli inesorabili (The Unforgiven) è un film western del 1960 diretto da John Huston in Technicolor.

## Trama
Il vecchio Abe Kelsey, tornato dopo una lunga assenza, si palesa con fare misterioso e toni apocalittici alla famiglia Zachary (la madre Mattilda, i figli Ben, Cash e Andy e la figlia adottiva Rachel). Apprenderemo in seguito che è appena stato presso gli indiani Kiowa e ha rivelato loro che la giovane Rachel è una della tribù, rapita da bambina e allevata dagli Zachary. Sa che gli indiani la vogliono riprendere e dunque le sue parole misteriose hanno il senso di una profezia minacciosa.
In effetti, dopo qualche giorno si presenta un indiano che reclama la ragazza, sostenendo di esserne il fratello naturale. Ben però lo respinge, pensando che sia un'assurdità. La comunità di frontiera, però, resta preoccupata dall'accadimento, temendo che gli indiani tornino per portare morte e distruzione. Così Ben, per sedare le voci e le ansie, decide di andare a braccare il vecchio Abe, per chiedergli conto di quanto ha detto agli indiani.
Ma anche sotto minaccia di morte, Abe conferma la sua versione e racconta i dettagli del rapimento di Rachel presso gli indiani.
Alla fine, dopo sconcerto, ulteriori indagini e negazioni, anche Mattilda - messa alle strette dai figli - è costretta a confermare la storia del rapimento di Rachel.
La comunità, guidata dal socio in affari di Ben, abbandona la famiglia al suo destino, spaventata dalla minaccia indiana e disgustata all'idea che Rachel non sia 'pura'. Lo stesso fa Cash, che se ne va non sopportando l'idea di avere una sorella indiana.
Per salvare l'unità della famiglia e la sua reputazione, Rachel si dice disposta a ricongiungersi con i Kiowa, ma Ben, attratto dalla ragazza (che lo ricambia), cerca in tutti i modi di non consegnarla alla tribù d'origine. Provoca un conflitto armato con i Kiowa e - con l'aiuto di un pentito Cash, ritornato per soccorrere la famiglia - fronteggia l'attacco della banda indiana guidata dal fratello naturale di Rachel.
Durante lo scontro, la ragazza uccide il fratello, salvando dalla sua ascia il fratellastro Andy e in questo modo sceglie di stare definitivamente con la famiglia che l'ha cresciuta. Il suo gesto la riabilita agli occhi di Cash e i quattro fratelli si ritrovano uniti.